# Município de Salt Creek (condado de Holmes, Ohio)
O município de Salt Creek (em inglês: Salt Creek Township) é um município localizado no condado de Holmes no estado estadounidense de Ohio. No ano de 2010 tinha uma população de 4.252 habitantes e uma densidade populacional de 54,92 pessoas por km².

## Geografia
O município de Salt Creek encontra-se localizado nas coordenadas 40° 37′ 43″ N, 81° 49′ 21″ O. Segundo a Departamento do Censo dos Estados Unidos, o município tem uma superfície total de 77.43 km², da qual 77,28 km² correspondem a terra firme e (0,18 %) 0,14 km² é água.

## Demografia
Segundo o censo de 2010, tinha 4.252 habitantes residindo no município de Salt Creek. A densidade populacional era de 54,92 hab./km². Dos 4.252 habitantes, o município de Salt Creek estava composto pelo 99,34 % brancos, o 0,12 % eram afroamericanos, o 0,05 % eram asiáticos, o 0,02 % eram de outras raças e o 0,47 % eram de uma mistura de raças. Do total da população o 0,75 % eram hispanos ou latinos de qualquer raça.